# Attila József

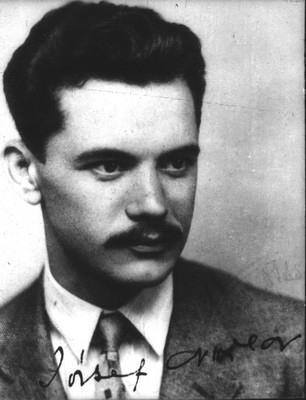
Attila József

Attila József  (Boedapest, 11 april 1905 – Balatonszárszó, 3 december 1937) wordt, met Endre Ady, beschouwd als de belangrijkste Hongaarse dichter van de 20e eeuw. 
József groeide op in armoedige omstandigheden, maar het was toch vooral zijn rebelse en tegelijk sensibele aard waardoor hij een buitenstaander bleef. Tussen 1924 en 1937 publiceerde hij een zevental bundels gedichten, die bij zijn leven door een klein publiek gewaardeerd werden. In 1937 maakte hij een einde aan zijn bestaan.

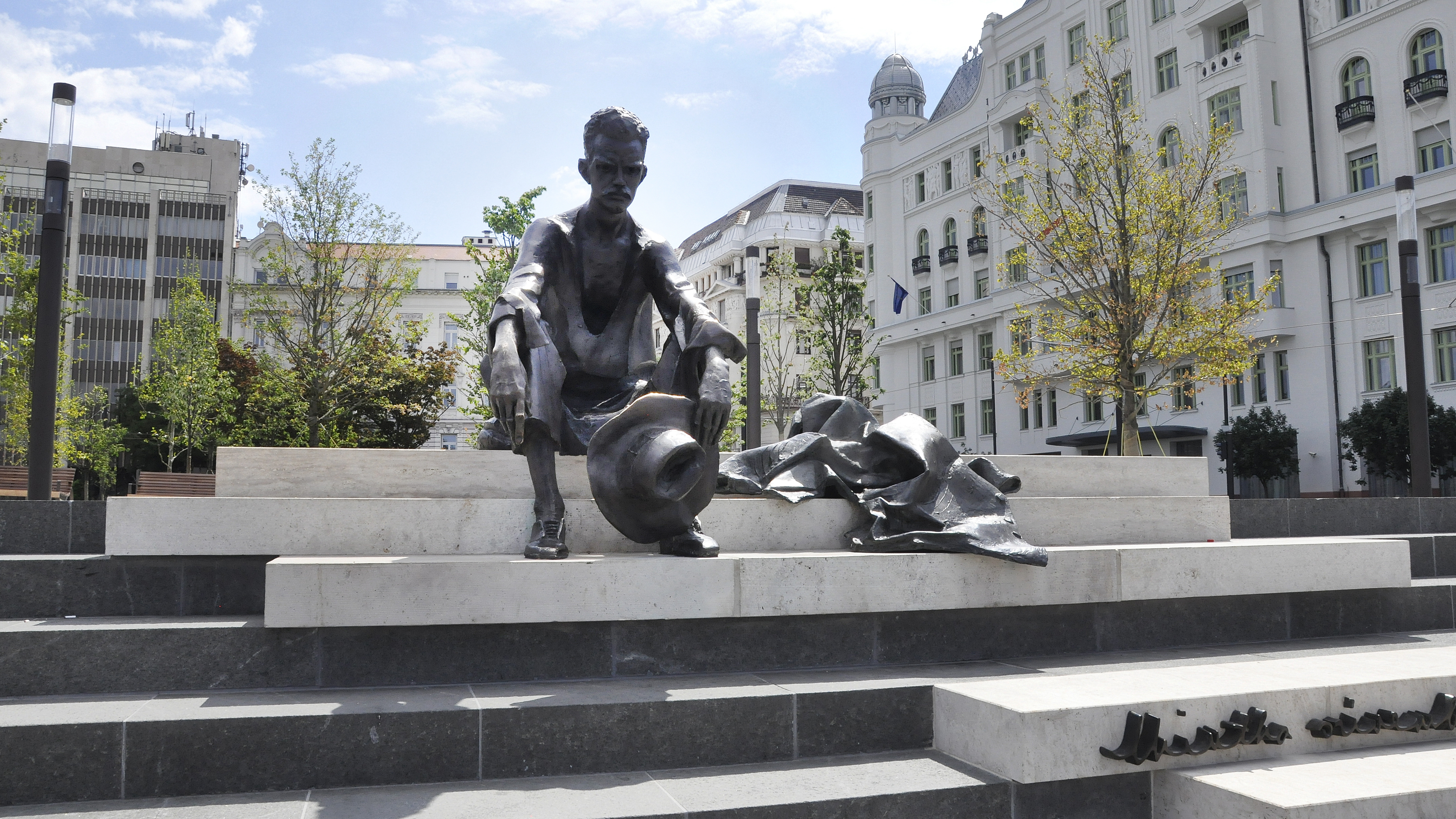
Attila József In Boedapest

Armoede en revolutie vormen een belangrijk thema in Józsefs werk. Na de communistische machtsovername in 1948 kwam hij daarom op een voetstuk te staan. Maar József was veel meer dan alleen maar een revolutionair dichter. Zijn werk is meestal zeer persoonlijk, vaak religieus of erotisch van aard. Zijn reputatie heeft de val van het communisme dan ook moeiteloos doorstaan.
József is internationaal bekend en veel vertaald, een klein deel van zijn ca. 600 verzen is ook in het Nederlands verschenen.

## Levensloop

### Kindertijd
Attila József werd geboren in Boedapest, in de arbeiderswijk Ferencváros. Zijn vader Áron József, afkomstig uit het Banaat en van deels Roemeense afkomst, had een baan in een zeepfabriek. Zijn moeder Borbála Pőcze, een boerenmeisje van de Laagvlakte, werkte als wasvrouw. Attila was de jongste van zes kinderen, van wie er drie al voor zijn geboorte overleden waren. De familie behoorde tot de Grieks-orthodoxe Kerk, in Hongarije een vrij kleine minderheid. De kerk speelde overigens in het leven van József geen grote rol. 
Toen hij drie jaar was, liet zijn vader het gezin in de steek. Zijn moeder kon alleen de kinderen niet verzorgen en moest de twee jongste afstaan aan pleegouders. Zo bracht Attila drie jaar door bij een boerenfamilie. Het lukte zijn moeder hem terug te halen naar Boedapest, maar de omstandigheden bleven moeilijk. De kinderen moesten al vroeg meehelpen om de touwtjes aan elkaar te knopen. In 1914 werd Attila’s moeder ernstig ziek, om in 1919 op 43-jarige leeftijd aan kanker te overlijden. Het verlies van de moeder is in Józsefs werk een regelmatig terugkerend onderwerp.
Het oudste meisje, Jolán, die eerder dat jaar met de relatief welgestelde advocaat Ödön Makai getrouwd was, nam Attila en zus Eta bij zich in huis. Makai werd ook officieel Attila’s voogd en zorgde voor zijn opleiding. Attila werd naar het internaat van het gymnasium in het provinciestadje Makó gestuurd. Daar ontplooide hij zijn talent met vergeefse gedichten voor Mártá Gebe, dochter van de schooldirecteur.

### De jonge dichter
Attila stuurde zijn poëzie naar de dichter Gyula Juhász. Juhász zag de waarde van het werk en zorgde ervoor dat het gepubliceerd werd. Zo verscheen al in 1922 Józsefs eerste bundel, Szépség koldusa (Schoonheids bedelaar), waarin de invloed van Juhász, Dezső Kosztolányi en natuurlijk Endre Ady herkend is. Zijn gedichten verschenen ook in tijdschriften, waaronder het toonaangevende Nyugat. Later schreef József: Ze hielden me voor een wonderkind en ik was maar een wees.
Want ondanks het vroege succes ging het niet goed met de jonge dichter. Hij probeerde zelfmoord te plegen en moest de school in Makó verlaten. Hij legde zijn eindexamen af in Boedapest. Hier moest de 17-jarige Jószef zich, niet voor de laatste keer, bij het gerecht verantwoorden. In dit geval wegens vermeende blasfemie in zijn gedicht Lázadó Krisztus (Opstandige Christus). Er was in Hongarije, waar de reactionaire admiraal Miklós Horthy aan de macht was, niet veel voor nodig om het ongenoegen van de autoriteiten op te wekken.
In 1924 ging József Hongaars en Frans studeren aan de universiteit van Szeged. Zijn tweede bundel Nem én kiáltok (Niet ik ben het die schreeuwt) verscheen in 1925. Naar aanleiding van het gedicht Tiszta szívvel (Met een zuiver hart) dreigde een van zijn hoogleraren dat hij met alle middelen zou voorkomen dat iemand die zoiets schreef ooit ergens leraar werd. De gekwetste József verliet daarop Hongarije en ging, met wat geld van poëzieliefhebbers, in Wenen studeren. 
Daar maakte hij kennis met Lajos Kassák en een groep uitgeweken jonge schrijvers die zich tot de avant-garde rekenden. Deze invloed werd merkbaar in de vrijere vorm van Józsefs werk. Een jaar later ging hij studeren aan de Sorbonne. In Parijs werd hij lid van de Union Anarchiste-Communiste en raakte hij onder de indruk van het surrealisme en de poëzie van François Villon. In 1927 keerde József terug naar Hongarije, waar hij nog enige tijd studeerde in Pécs, maar hij kon er zich niet toe zetten de studie af te ronden. 
Hij had vervolgens wat kantoorbaantjes, maar een vaste betrekking kreeg hij niet. Zijn verloving met Márta Vágó liep stuk toen het meisje door haar bemiddelde ouders naar Londen werd gestuurd. József was verbitterd en schreef het einde van de relatie toe aan het verschil in maatschappelijk klasse. In deze periode werd hij voor de eerste keer met de diagnose neurasthenie gehospitaliseerd. Aangenomen wordt ook wel dat József leed aan schizofrenie.

### Maatschappelijke activiteit
In 1929 verscheen zijn derde bundel, Nincsen apám, sem anyám (Ik heb geen vader en geen moeder). Een jaar later werd József lid van de illegale Hongaarse Communistische Partij. Zijn stellingname blijkt duidelijk uit het in 1931 uitgegeven Döntsd a tőkét, ne siránkozz (Neer met het kapitaal, geen gejammer). De publicatie werd dan ook prompt door de politie in beslag genomen.
In 1932 zou József gaan werken voor een nieuw partijblad, maar dit tijdschrift werd nog voor de eerste verschijning verboden. Naar aanleiding van het Sallai-Fürst proces schreef hij een pamflet tegen de doodstraf. Dit pamflet, en zijn gedicht Lebukott (Opgepakt) waren aanleiding voor een huiszoeking en weer een gerechtelijke actie. Erg lang duurde zijn communistische loopbaan niet. József raakte betrokken bij onderlinge ruzies en publiceerde in 1933 een artikel waarin hij de partijleiding bekritiseerde. Dat was het einde van zijn activiteiten voor de communistische beweging. 
Zijn vijfde bundel, Külvárosi éj (Nacht in de voorstad), die in 1932 verscheen, liet een rijpe József horen. In 1934 werd Medvetánc (De dans van de beer) gepubliceerd, met een keuze uit eerder werk en enkele nieuwe gedichten.
In de partij had hij Judit Szántó leren kennen, wier memoires later veel gelezen zijn. Het paar ging samenwonen, maar de omstandigheden waren moeilijk. Hij had slechts bij gelegenheid werk, en zij verdiende een karig inkomen met zware lichamelijke arbeid. Ook de geestelijke toestand van József, die zich sinds 1930 psychoanalistisch liet behandelen, bleef precair. Het is niet uitgesloten dat zijn conditie door de behandeling eerder slechter werd. Na de breuk met de partij ging hij zelf zich in het werk van Sigmund Freud verdiepen, de invloed daarvan komt naar voren komen in de cyclus Eszmélet (Bewustzijn).

### De laatste jaren
In de zomer van 1933 leerde József de kunsthistorica Márta Marton kennen, die de inspiratie was voor het befaamde liefdesgedicht Óda (Ode). Uit jaloezie deed Judit Szántó een zelfmoordpoging. In 1935 werd zijn behandeling overgenomen door de psychoanalytica Edit Gyömrői, waarop József hevig verliefd werd. Voor haar schreef hij het gedicht Nagyon faj (Het doet zo’n pijn).
In 1936 werd hij hoofdredacteur van het nieuwe blad Szép Szó (Het schone woord), eigenlijk zijn eerste echte betrekking. In hetzelfde jaar verscheen zijn laatste bundel Nagyon fáj, waarvan echter maar een paar exemplaren verkocht werden. József was hierdoor bijzonder teleurgesteld, pijnlijk was ook dat de prestigieuze Baumgarten-prijs steeds aan hem voorbij ging. 
In 1937 werd hij weer verliefd, dit keer op de jonge heilpedagoge Flora Kozmutza, een liefde die opnieuw onbeantwoord bleef. Zijn gezondheid ging steeds verder achteruit, ook een behandeling in een inrichting mocht niet meer baten. József trok zich terug bij zijn zussen aan het Balatonmeer. Hier kwam hij op 3 december 1937 onder een goederentrein. Algemeen wordt aangenomen dat het zelfmoord was, hoewel sommigen het op een ongeluk houden.
Na zijn dood raakte het werk van József eigenlijk al vrij snel in bredere kring bekend en geliefd. In 1938 werd hem postuum de Baumgarten-prijs toegekend. De dichter die eerst in Balatonszárzó was begraven, werd in 1942 herbegraven op het Kerepesi kerkhof in Boedapest.

## Publicaties
Tijdens het leven verschenen 
- Szépség koldusa (Szeged, 1922)
- Nem én kiáltok (Szeged, 1925)
- Nincsen apám se anyám (1929)
- Döntsd a tőkét, ne siránkozz (1931)
- Külvárosi éj (1932)
- Medvetánc - Keuze uit de gedichten 1922-1934 (1934)
- Nagyon fáj (1936)

Postuum verschenen 
- Verzamelde verzen - met de laatste gedichten (1938)

In Nederlandse vertaling
- De zoon van de straat en van de aarde - vertalingen en adaptaties door Willem Brandt & Antal Sivirsky (1977) ISBN 90-236-5384-X

Proza
- Curriculum vitae – Eigenhandig cv uit 1937
- Szabad-ötletek jegyzéke - Aantekeningen, red. Béla Stoll
- Tanulmányok és cikkek – Teksten 1923-1930.

## Prijzen, onderscheidingen
József is postuum vele malen onderscheiden 
- 1938: Baumgarten-prijs
- 1948: Kossuth-prijs
- Zijn geboortedag 11 april is in Hongarije de Dag van de Poëzie
- Het jaar 2005 is door de UNESCO uitgeroepen tot Attila József jaar
- Veel standbeelden zijn in Hongarije voor de dichter opgericht. Het bekendste is wellicht het bronzen beeld door László Marton (1980), dat bij het Parlement in Boedapest is opgesteld.